# Nerechta
Nerechta (russisch Нерехта) ist eine Stadt mit 22.828 Einwohnern (Stand 14. Oktober 2010) in Russland in der Oblast Kostroma, etwa 300 km nordöstlich von Moskau sowie 46 km südwestlich von der Gebietshauptstadt Kostroma entfernt. Sie liegt am Fluss Nerechta, einem Nebenfluss des Wolga-Zuflusses Soloniza. Die nächstgelegene Stadt ist Wolgoretschensk, die 34 km östlich von Nerechta entfernt liegt.

## Geschichte

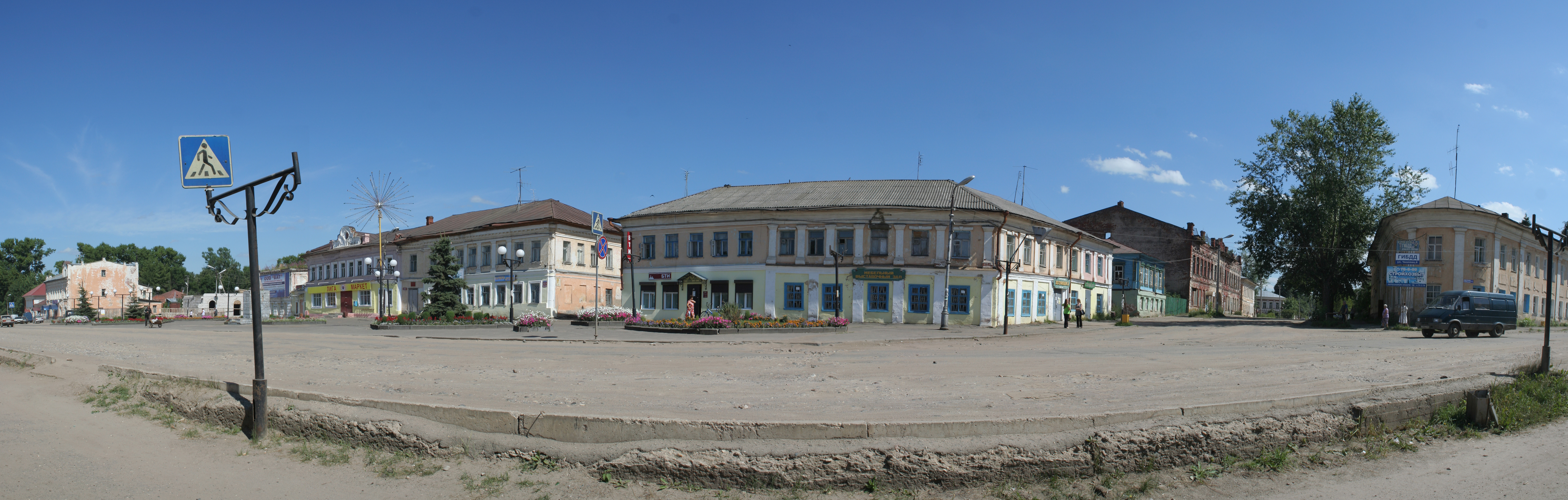
Panorama-Ansicht der Altstadt von Nerechta

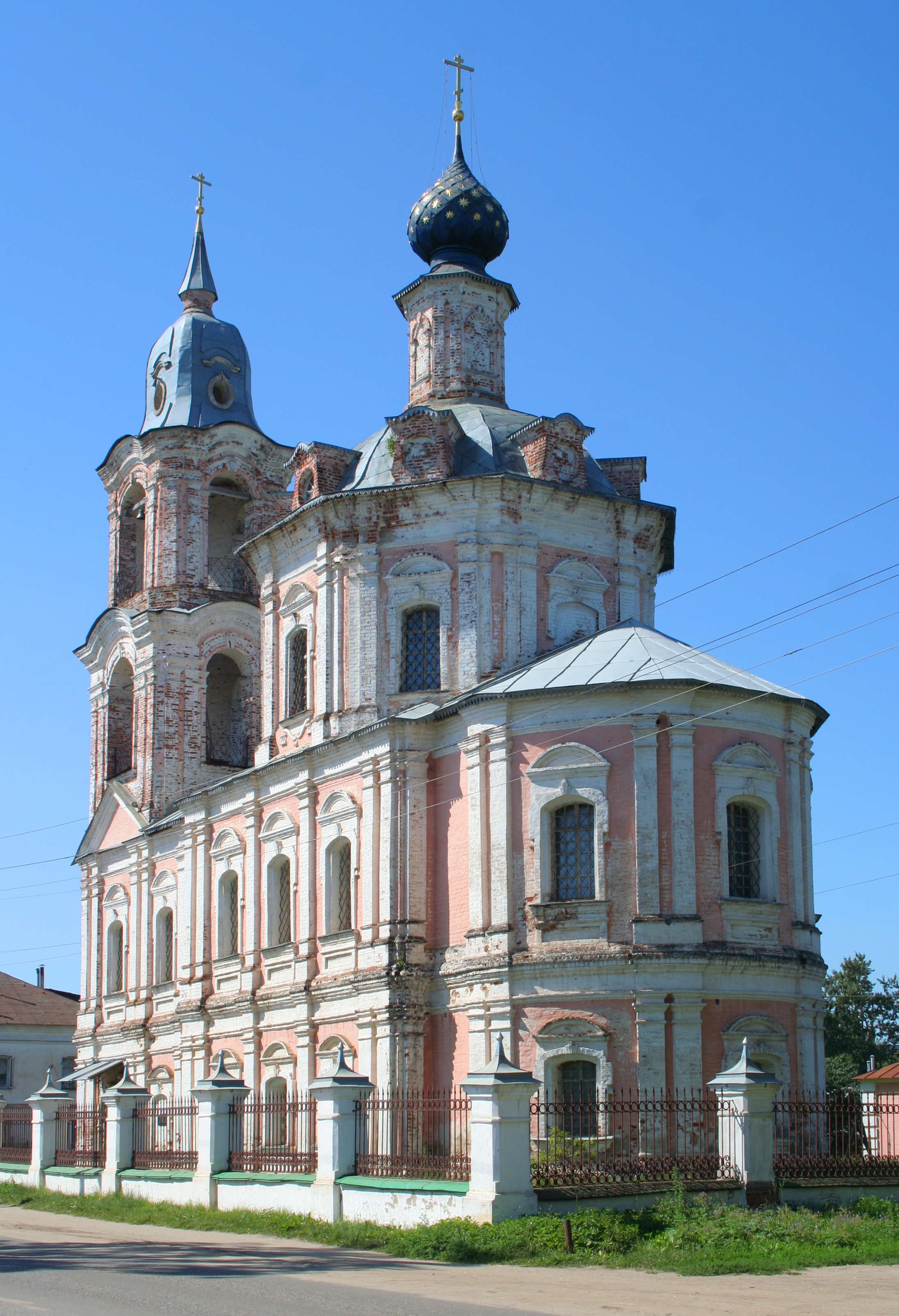
Auferstehungskirche

Noch vor der ersten schriftlichen Erwähnung Nerechtas existierten im Bereich der heutigen Stadt mehrere slawische sowie finno-ugrische Ansiedlungen. Letzteren hat Nerechta auch seinen Namen zu verdanken, der ein Hydronym des gleichnamigen Flusses ist und vermutlich so viel wie „Fluss in einer Niederung“ bedeutet.
Die erste Erwähnung Nerechtas als eigenständigen Ort erfolgte im Jahre 1214 im Zusammenhang mit einem Krieg zwischen mehreren Fürstentümern. Die nächste Erwähnung stammte aus dem Jahr 1362, als nahe der heutigen Stadt ein russisch-orthodoxes Kloster entstand, das 1764 aufgelöst wurde. Im 14. Jahrhundert kam Nerechta an das Großfürstentum Moskau und erlangte zu dieser Zeit unter anderem eine Bedeutung in der Salzherstellung.
Anfang des 17. Jahrhunderts wurde Nerechta von polnisch-litauischen Interventen eingenommen und weitgehend verwüstet. Obwohl dies das Ende des Salzhandwerks des Ortes einleitete, konnte Nerechta nach der Befreiung vor allem dank seiner günstigen Lage in der Nähe wichtiger Städte wie Kostroma, Jaroslawl oder Susdal wirtschaftlich aufholen, unter anderem durch Handel und verschiedene Handwerke. Im 18. Jahrhundert entstanden in Nerechta mehrere steinerne Kirchengebäude sowie die ersten Manufakturen. Gegen Ende des Jahrhunderts galt der Ort bereits als wichtiges Zentrum der Textilindustrie.
Den Stadtstatus erhielt Nerechta 1778 im Zuge der allrussischen Verwaltungsreform unter Katharina der Großen. Aus dieser Zeit stammt auch der Stadtwappen mit den Abbildungen zweier Muscheln. Dies sollte die beiden an Schalentieren reichen Flüsse Nerechta und Soloniza symbolisieren.
Da die Stadt Ende des 18. Jahrhunderts noch größtenteils aus Holz gebaut war, war sie anfällig für Brände. Durch einen besonders starken Brand wurde sie im Sommer 1785 größtenteils zerstört. In den nächsten Jahrzehnten wurde Nerechta nach einem neuen Generalplan wiederaufgebaut. Eine Reihe von Gebäuden aus dieser Periode ist in Nerechta bis heute erhalten geblieben.
Im 20. Jahrhundert, während der Sowjetzeit, entstanden in Nerechta neben den bestehenden Textilbetrieben mehrere weitere Fabriken sowie im Jahr 1923 erstmals ein Kraftwerk. Ab den 1960er-Jahren entstanden außerhalb des historischen Stadtkerns mehrere Neubauviertel.

### Bevölkerungsentwicklung
| Jahr | Einwohner |
| ---- | --------- |
| 1897 | 3.092     |
| 1926 | 7.388     |
| 1939 | 16.325    |
| 1959 | 22.310    |
| 1970 | 25.722    |
| 1979 | 26.723    |
| 1989 | 29.295    |
| 2002 | 26.002    |
| 2010 | 22.828    |

Anmerkung: Volkszählungsdaten

## Wirtschaft und Infrastruktur

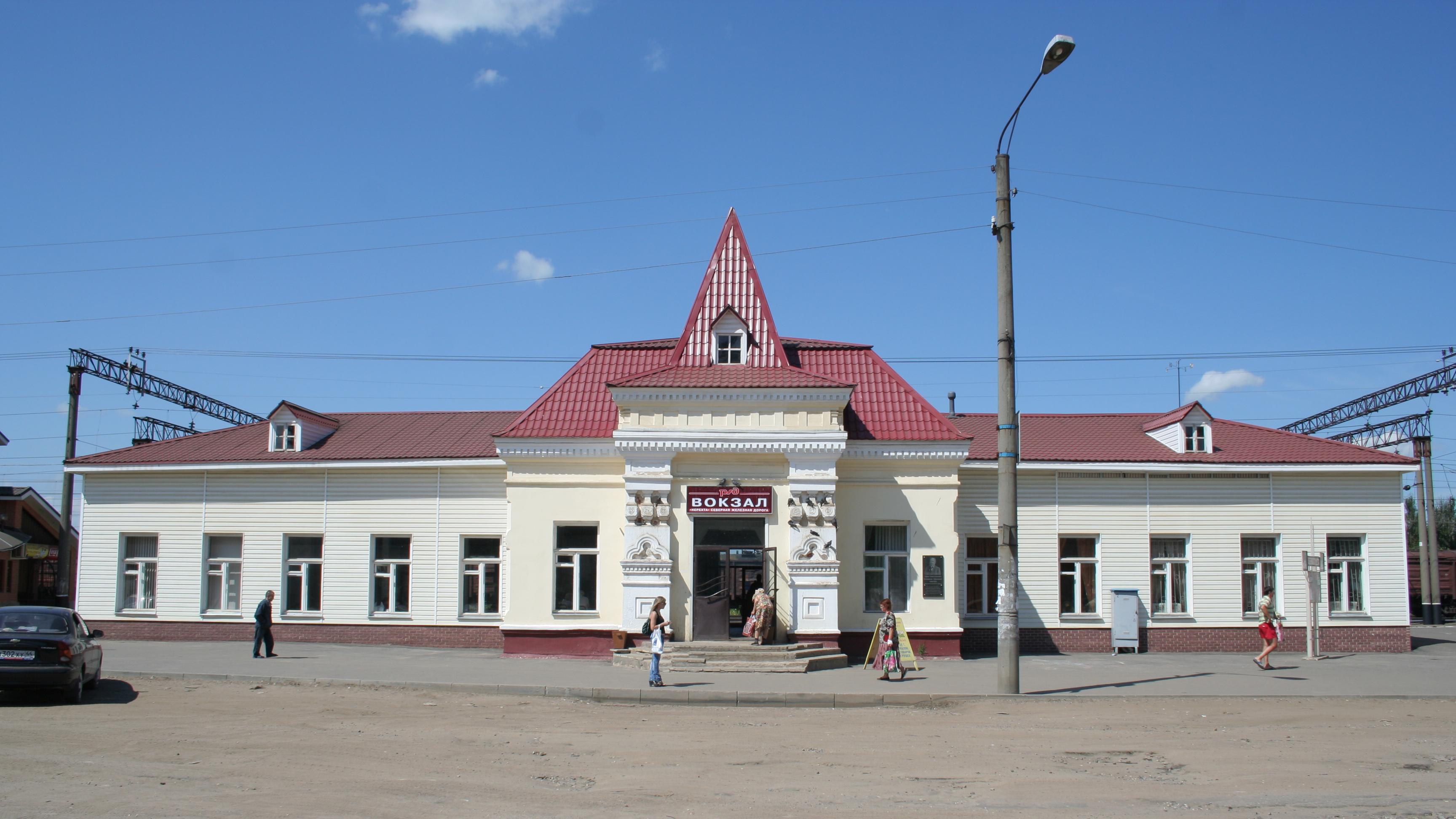
Bahnhof Nerechta

Unter den heutigen Industriebetrieben der Stadt finden sich nach wie vor Textilfabriken, außerdem eine Autoersatzteilfabrik sowie Nahrungsmittelfabriken. In der Umgebung der Stadt wird vor allem Landwirtschaft betrieben, außerdem gibt es Lagerstätten des Tons und des Torfs.
Nerechta hat einen Bahnhof an der Eisenbahnlinie von Jaroslawl nach Kostroma. Über diese beiden Großstädte besteht auch eine Anbindung an die Fernstraße M8.

## Sehenswürdigkeiten

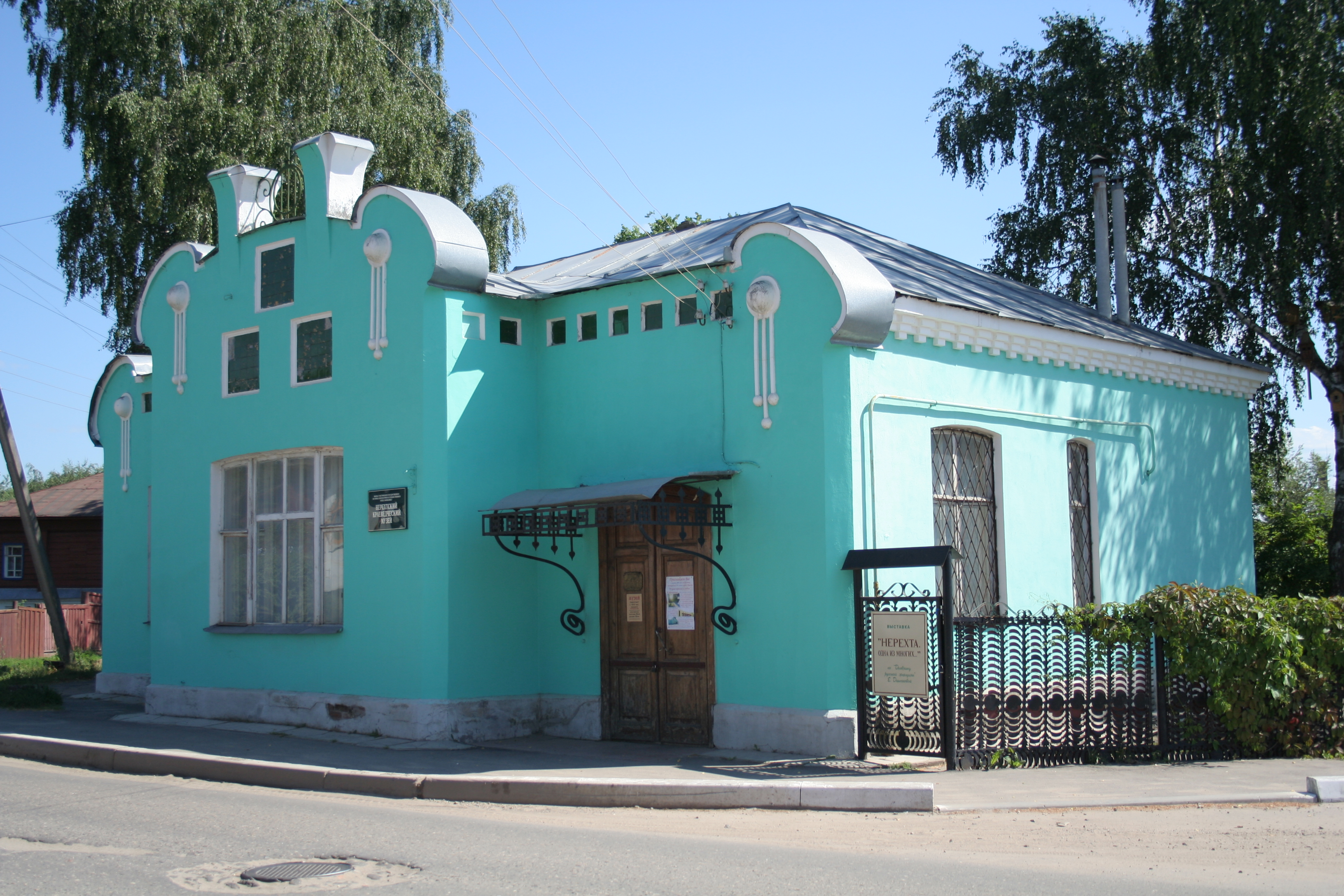
Heimatmuseum Nerechta

- Heimatmuseum
- Wladimir-Kirche (1676–1678)
- Nikolaus-Kirche (1710–1720)
- Dreifaltigkeitskloster (1675)